# Tesouro
Tesouro – miasto i gmina w Brazylii, w stanie Mato Grosso.